# Edita Gruberová
Edita Gruberová (Bratislava, 23 dicembre 1946 – Zurigo, 18 ottobre 2021) è stata un soprano slovacco.

## Biografia
Nata a Bratislava da madre ungherese e padre di ascendenze tedesche, ha compiuto i suoi primi studi musicali al Conservatorio di Bratislava con Mária Medvecká e, in seguito, alla Vysoká škola múzických umení v Bratislave (Alta scuola di arti musicali di Bratislava). Durante gli studi faceva parte del gruppo folk Lúčnica e apparì diverse volte al Teatro Nazionale Slovacco di Bratislava.
Fece il suo debutto nel 1968 a Bratislava cantando nei panni di Rosina (Il barbiere di Siviglia), quindi, vincendo un concorso a Tolosa, fu scelta come solista al teatro J. G. Tajovský di Banská Bystrica, ruolo che mantenne fino al 1970. Nel 1969 fu ingaggiata anche allo Wiener Staatsoper dove debuttò nel ruolo della Regina della Notte ne Il flauto magico nel 1970 (a Vienna la Gruberová lo interpretò per sessantanove volte). Nello stesso anno a Vienna è Olympia ne I racconti di Hoffmann, Ermione in Elena egizia e Tebaldo in Don Carlo.
Nel 1971 allo Staatsoper interpreta il personaggio della figlia in Der Besuch der alten Dame, una modista ne Il cavaliere della rosa, Flora Bervoix ne La traviata e Kate Pinkerton in Madama Butterfly.
Nel 1972 a Vienna è Najade in Ariadne auf Naxos, una Serva nell'opera Daphne, Ida in Die Fledermaus, Esmeralda in The Bartered Bride, Prima sacerdotessa in Ifigenia in Tauride (Gluck), Jana/Jano in Jenůfa, Barbarina ne Le nozze di Figaro e Un'ancella in Medea (Cherubini).
Nel 1973 è Zerbinetta in Ariadne auf Naxos a Vienna. Questo è stato il ruolo maggiormente ricoperto allo Staatsoper dalla Gruberová per novantasette delle oltre seicentocinquanta rappresentazioni complessive in questo teatro.
Negli anni seguenti realizzò le sue maggiori interpretazioni della Regina della Notte. 
Dopo essersi trasferita (lasciò infatti la Cecoslovacchia nel 1973, stanca degli ostacoli per avere il visto necessario ogni volta ai suoi viaggi), fu invitata a cantare soprattutto ruoli di coloratura nei maggiori teatri del mondo.
Ha fatto il suo debutto a Glyndebourne nel 1974 e al Metropolitan nel 1977, entrambe le volte nel ruolo della Regina della Notte. Al Met è andata in scena in ventiquattro rappresentazioni fino al 1996. Nel 1976, 1977 e 1978 cantò al Festival di Salisburgo nel breve ruolo di Tebaldo nel Don Carlo sotto la direzione di Herbert von Karajan, nonostante avesse già debuttato al Festival, con lo stesso direttore, nel ben più importante ruolo di Regina della Notte (1974). Di questa produzione ci fu, sempre nel 1978, la registrazione nel Neue Philharmonie Saal di Berlino. Nello stesso anno a Salisburgo è Rom prologo/Religion nella ripresa di "Il Sant'Alessio" di Stefano Landi e la Regina della Notte. Il 1978 è anche l'anno del suo debutto al Teatro alla Scala di Milano nel ruolo di Konstanze ne Il ratto dal serraglio. Sempre nel 1978 è Lucia in Lucia di Lammermoor al Wiener Staatsoper. Il soprano ha cantato questo ruolo a Vienna in ben ottantotto rappresentazioni.
Nel 1979 è Zerbinetta nella ripresa di Salisburgo di "Ariadne auf Naxos" di Richard Strauss.
Nel 1980 al Kleines Festspielhaus di Salisburgo è Zerbinetta in "Ariadne auf Naxos" di Richard Strauss e la Regina della Notte di "Die Zauberflöte" di Wolfgang Amadeus Mozart.
Nel 1981 interpretò Gilda insieme a Luciano Pavarotti ed Ingvar Wixell diretta da Riccardo Chailly nel film Rigoletto di Jean-Pierre Ponnelle.
Nel 1983 tiene un concerto di lieder al Teatro alla Scala di Milano.
Nel 1984 cantò per la prima volta alla Royal Opera House come Giulietta in I Capuleti e i Montecchi, opera che ha anche inciso per la EMI, con la direzione di Riccardo Muti ed è Lucia di "Lucia di Lammermoor" di Gaetano Donizetti e Zerbinetta in "Ariadne auf Naxos" al Teatro alla Scala di Milano.
Nel 1985 tiene un secondo concerto di lieder alla Scala di Milano.
Nel 1987 è Zerbinetta in Ariadne auf Naxos al Covent Garden di Londra, Lucia in Lucia di Lammermoor al Liceu di Barcellona e Donna Anna nel Don Giovanni al Teatro alla Scala.
Nel 1988 è Lucia in Lucia di Lammermoor a Londra.
Nel 1989 è ancora Donna Anna nel Don Giovanni al Teatro alla Scala.
Nel 1990 è Donna Anna nella ripresa al Großes Festspielhaus di Salisburgo di "Il dissoluto punito ossia Il Don Giovanni" di Wolfgang Amadeus Mozart e tiene un recital al Teatro La Fenice di Venezia.
Nel 1991, 1994, 1997, 1999 (con Vesselina Kasarova), 2008 e maggio 2012 tiene ancora dei concerti di lieder alla Scala di Milano. Nel 2008 il recital è stato tenuto anche all'Auditorium Parco della Musica di Roma.
Nel 1992 è Beatrice nella prima rappresentazione radiofonica nello Studio 4 dell'ORTF di Parigi di “Beatrice di Tenda” di Vincenzo Bellini ed è Violetta Valéry ne La traviata al Teatro La Fenice di Venezia.
Nel 1993 è Elvira Valton nella prima rappresentazione radiofonica nella BR-ARD di Monaco di I puritani di Vincenzo Bellini.
Nel 1998 è Linda in Linda di Chamounix alla Scala.
Nel 2010 tiene un concerto a Monaco di Baviera intitolato “Scene di follia” accompagnata dai Münchner Symphoniker. Sempre a Monaco di Baviera tiene un concerto nel 2012 accompagnata dai Münchner Rundfunkorchester.
Altri ruoli interpretati dalla Gruberová nel corso della sua carriera sono Manon nell'omonima opera di Massenet e Oscar in Un ballo in maschera; nel 1987 ha cantato Marie in La figlia del reggimento e Semiramide in Semiramide a Zurigo, nel 2000 è stata Elisabetta in Roberto Devereux a Vienna. Negli ultimi anni debuttò anche in ruoli più drammatici, come quelli delle protagoniste di Norma (nel 2005 diretta da Marcello Viotti con Salvatore Licitra al Wiener Staatsoper e nel 2006 con Sonia Ganassi a Monaco di Baviera) e Lucrezia Borgia.
In genere, nella seconda parte della carriera la cantante riteneva particolarmente adatti alla sua voce i ruoli di Gaetano Donizetti e ne incise diversi per la casa discografica Nightingale, di cui lei stessa era tra i proprietari.
Si ritira dalle scene il 27 Marzo 2019 al termine di una messinscena del Roberto Devereux di Gaetano Donizetti, al Bayerische Staatsoper di Monaco di Baviera.

## Repertorio
| Ruolo                         | Titolo                        | Autore           |
| ----------------------------- | ----------------------------- | ---------------- |
| Alaide                        | La straniera                  | Bellini          |
| Giulietta Capuleti            | I Capuleti e i Montecchi      | Bellini          |
| Amina                         | La sonnambula                 | Bellini          |
| Norma                         | Norma                         | Bellini          |
| Beatrice di Tenda             | Beatrice di Tenda             | Bellini          |
| Elvira                        | I puritani                    | Bellini          |
| Glauce Prima Ancella          | Medea                         | Cherubini        |
| Anna Bolena                   | Anna Bolena                   | Donizetti        |
| Lucrezia Borgia               | Lucrezia Borgia               | Donizetti        |
| Maria Stuarda                 | Maria Stuarda                 | Donizetti        |
| Lucia Ashton                  | Lucia di Lammermoor           | Donizetti        |
| Elisabetta I                  | Roberto Devereux              | Donizetti        |
| Marie                         | La Fille du régiment          | Donizetti        |
| Linda                         | Linda di Chamounix            | Donizetti        |
| Norina                        | Don Pasquale                  | Donizetti        |
| Maria di Rohan                | Maria di Rohan                | Donizetti        |
| Gretel                        | Hänsel und Gretel             | Humperdinck      |
| Jano                          | Jenůfa                        | Janáček          |
| Prologo Roma                  | Il Sant'Alessio               | Landi            |
| Manon                         | Manon                         | Massenet         |
| Bastienne                     | Bastien und Bastienne         | Mozart           |
| Sifare                        | Mitridate, re di Ponto        | Mozart           |
| Giunia                        | Lucio Silla                   | Mozart           |
| Elettra Una donna cretese     | Idomeneo, Re di Creta         | Mozart           |
| Konstanze                     | Die Entführung aus dem Serail | Mozart           |
| Barbarina                     | Le nozze di Figaro            | Mozart           |
| Donna Anna                    | Don Giovanni                  | Mozart           |
| Fiordiligi                    | Così fan tutte                | Mozart           |
| Konigin der Nacht             | Die Zauberflote               | Mozart           |
| Antonia Giulietta Olympia     | Les Contes d'Hoffmann         | Offenbach        |
| Marcellina                    | Leonora                       | Paër             |
| Kate Pinkerton                | Madama Butterfly              | Puccini          |
| Rosina                        | Il barbiere di Siviglia       | Rossini          |
| Semiramide                    | Semiramide                    | Rossini          |
| Esmeralda                     | Prodaná nevešta               | Smetana          |
| Adele Ida                     | Die Fledermaus                | Strauss, Johann  |
| Modistin Sophie               | Der Rosenkavalier             | Strauss, Richard |
| Zerbinetta                    | Ariadne auf Naxos             | Strauss, Richard |
| Hermione                      | Die ägyptische Helena         | Strauss, Richard |
| Flakermilli                   | Arabella                      | Strauss, Richard |
| Aminta                        | Die schweigsame Frau          | Strauss, Richard |
| Magd                          | Daphne                        | Strauss, Richard |
| Cantante italiana             | Capriccio                     | Strauss, Richard |
| Gilda                         | Rigoletto                     | Verdi            |
| Flora Bervoix Violetta Valery | La traviata                   | Verdi            |
| Oscar                         | Un ballo in maschera          | Verdi            |
| Tebaldo Voce dal cielo        | Don Carlo                     | Verdi            |
| Uccellino del bosco           | Siegfried                     | Wagner           |
| Fanciulla fiore               | Parsifal                      | Wagner           |

## Discografia parziale

### In studio
| Anno | Titolo Ruolo                                              | Cast                                                      | Direttore            | Casa                |
| ---- | --------------------------------------------------------- | --------------------------------------------------------- | -------------------- | ------------------- |
| 1976 | Ariadne auf Naxos Zerbinetta                              | Leontyne Price, Tatiana Troyanos, Walter Berry            | Georg Solti          | Decca               |
|      | Mitridate, re di Ponto Sifare                             | Werner Hollweg, Arleen Auger, Agnes Baltsa                | Leopold Hager        | Philips             |
| 1978 | Hänsel und Gretel Taumännchen                             | Brigitte Fassbaender, Lucia Popp, Walter Berry            | Georg Solti          | Decca               |
|      | Die Entführung aus dem Serail Konstanze                   | Francisco Araiza, Gudrun Hebel, Roland Bracht             | Heinz Wallberg       | Eurodisc            |
| 1979 | Un ballo in maschera Oscar                                | Plácido Domingo, Katia Ricciarelli, Renato Bruson         | Claudio Abbado       | Deutsche Grammophon |
|      | Il sogno di Scipione La Fortuna                           | Peter Schreier, Lucia Popp                                | Leopold Hager        | Philips             |
| 1980 | Der Schauspieldirektor Madame Herz                        | Kiri Te Kanawa, Uwe Heilmann                              | John Pritchard       | Decca               |
| 1981 | Die Zaüberflote Konigin der Nacht                         | Siegfried Jerusalem, Lucia Popp, Roland Bracht            | Bernard Haitink      | EMI                 |
|      | Orfeo ed Euridice Amore                                   | Agnes Baltsa, Margaret Marshall                           | Riccardo Muti        | EMI                 |
| 1983 | Lucia di Lammermoor Lucia Ashton                          | Alfredo Kraus, Renato Bruson, Robert Lloyd                | Nicola Rescigno      | EMI                 |
|      | Idomeneo Re di Creta Elettra                              | Luciano Pavarotti, Agnes Baltsa, Lucia Popp               | John Pritchard       | Decca               |
|      | Kunst der Koloratur Solista                               | Radio-Sinfonieorchester Stuttgart                         | Kurt Eichhorn        | Orfeo               |
| 1984 | Rigoletto Gilda                                           | Renato Bruson, Neil Shicoff, Robert Lloyd                 | Giuseppe Sinopoli    | Philips             |
| 1985 | Die Entführung aus dem Serail Konstanze                   | Gösta Winbergh, Kathleen Battle, Martti Talvela           | Georg Solti          | Decca               |
| 1987 | Die Fledermaus Rosalinda                                  | Werner Hollweg, Barbara Bonney, Josef Protshcka           | Nikolaus Harnoncourt | Teldec              |
| 1988 | Die Zaüberflote Konigin der Nacht                         | Hans Peter Blochwitz, Barbara Bonney, Matti Salminen      | Nikolaus Harnoncourt | Teldec              |
|      | Ariadne auf Naxos Zerbinetta                              | Jessye Norman, Julia Varady, Dietrich Fischer-Dieskau     | Kurt Masur           | Philips             |
|      | Don Giovanni Donna Anna                                   | Thomas Hampson, Hans Peter Blochwitz, Robert Alexander    | Nikolaus Harnoncourt | Teldec              |
| 1989 | Bastien und Bastienne Bastienne                           | Vinson Cole, László Polgár                                | Raymond Leppard      | Sony                |
|      | Maria Stuarda                                             | Agnes Baltsa, Franciso Araiza, Francesco Ellero d'Artegna | Giuseppe Patanè      | Philips             |
|      | Les contes d'Hoffmann Olympia, Giulietta, Antonia, Stella | Placido Domingo, Claudia Eder, Gabriel Bacquier           | Seiji Ozawa          | Deutsche Grammophon |
|      | Lucio Silla Giunia                                        | Peter Schreier, Cecilia Bartoli, Dawn Upshaw              | Nikolaus Harnoncourt | Teldec              |
| 1990 | Die Fledermaus Adele                                      | Wolfgang Brendel, Kiri Te Kanawa, Richard Leech           | André Previn         | Philips             |
| 1991 | Lucia di Lammermoor Lucia Ashton                          | Neil Shicoff, Alexandru Agache, Alastair Miles            | Richard Bonynge      | Teldec              |
| 1992 | La traviata Violetta Valery                               | Neil Shicoff, Giorgio Zancanaro                           | Carlo Rizzi          | Teldec              |
|      | Hänsel und Gretel Gretel                                  | Ann Murray, Christa Ludwig, Gwyneth Jones                 | Colin Davis          | Philips             |

## DVD & BLU-RAY parziale
- Bellini: Beatrice di Tenda (Zurich Opera, 2001) - Marcello Viotti/Edita Gruberova, regia Daniel Schmid, TDK/Naxos
- Bellini: I puritani (Liceu, 2001) - Edita Gruberova, Arthaus Musik/Naxos
- Bellini, Norma - Haider/Todorovich, 2006 Deutsche Grammophon
- Bellini: La Straniera - Simeoni/Vassallo/Schmunck/Bernheim, direttore Fabio Luisi - (Zürich Opera 2013)
- Donizetti: Linda di Chamounix (Zurich Opera, 1996) - Edita Gruberova/László Polgár (basso)/Armando Ariostini, regia Daniel Schmid, Arthaus Musik/Naxos
- Donizetti, Roberto Devereux - Haider/Schagidullin, 2005 Deutsche Grammophon
- Humperdinck, Hänsel e Gretel - Solti/Fassbaender, 1981 Deutsche Grammophon
- Massenet, Manon - Fischer/Araiza/Thau, regia Jean-Pierre Ponnelle, 1983 Deutsche Grammophon
- Mozart, Così fan tutte - Harnoncourt/Stratas, regia Jean-Pierre Ponnelle, 1988 Decca
- Mozart: Die Zauberflote (Salzburg Festival, 1982) - Martti Talvela/Walter Berry/Edita Gruberová/Ileana Cotrubaș/Edda Moser/James Levine, regia Jean-Pierre Ponnelle, Arthaus Musik/Naxos
- Mozart: Don Giovanni (La Scala, 1987) - Thomas Allen/Edita Gruberova/Claudio Desderi/Natale De Carolis/Riccardo Muti, Opus Arte/Naxos
- Mozart, Ratto dal serraglio - Böhm/Araiza/Grist, 1980 Deutsche Grammophon
- Strauss II, J: Die Fledermaus (Vienna State Opera, 1980) - Bernd Weikl/Lucia Popp/Erich Kunz/Walter Berry/Edita Gruberová, Arthaus Musik/Naxos
- Verdi, Rigoletto - Chailly/Pavarotti/Gruberova, regia Jean-Pierre Ponnelle, 1981 Deutsche Grammophon